# Elaphoidella birsteini
Elaphoidella birsteini is een eenoogkreeftjessoort uit de familie van de Canthocamptidae. De wetenschappelijke naam van de soort is voor het eerst geldig gepubliceerd in 1948 door Borutsky.